# 1929, Pt. 1
1929, Pt. 1 è il quarto album in studio del gruppo musicale sudafricano Kongos, pubblicato nel 2019, e il primo della trilogia 1929.

## Tracce
1. Something New – 3:53 (Jesse Kongos)
2. I Am Not Me – 4:02 (Johnny Kongos)
3. Stand Up – 3:45 (testo: Johnny Kongos – musica: Johnny Kongos, Dylan Kongos)
4. Pay for the Weekend – 3:21 (Jesse Kongos)
5. Wild Hearts – 3:29 (Dylan Kongos)
6. Real Life – 2:14 (Dylan Kongos)
7. Keep Your Head – 3:24 (Daniel Kongos)
8. Everything Must Go – 4:13 (Johnny Kongos)
9. When You're Here – 3:42 (Dylan Kongos)
10. 4543 – 2:55 (Daniel Kongos)

## Formazione
- Dylan Kongos - voce, basso elettrico, basso synth, chitarra acustica, chitarra elettrica (5), tastiere (6), effetti sonori (5), drum machine (6), programmazione, cori, produzione
- Johnny Kongos - tastiere, fisarmonica, sintetizzatori, drum machine (3), chitarra pizzicata (3), vocoder (8), programmazione, voce, cori, produzione
- Jesse Kongos - batteria, percussioni, programmazione, voce, cori, missaggio, produzione
- Daniel Kongos - chitarra elettrica, programmazione, voce, cori, produzione